# Team Surprise
Team Surprise var det svenska landslaget i konståkningsgrenen synkroniserad konståkning. Laget bestod av 16 åkare samt fyra reserver. Tidigare har laget bestått av 20 åkare och fyra reserver och dessförinnan upp till 24 åkare.
Team Surprise bildades 1985 i Landvetter utanför Göteborg av nuvarande tränaren Andrea Dohany.
2000 vann Team Surprise det första officiella världsmästerskapet i Minneapolis i USA. Därefter har det blivit ytterligare fem VM-titlar åren 2001, 2003, 2005, 2007 och 2012.
År 2018 den 3 oktober meddelade Team Surprise att det inte kommer att tävla något mer.

## Meriter
- Sex VM-guld (2000, 2001, 2003, 2005, 2007, 2012)
- Fem VM-silver (2002, 2004, 2006, 2008, 2018)
- Ett VM-brons (2009)
- VM-brons i det fria programmet år 2011 och i det korta programmet år 2015.
- Guld i Vinteruniversiaden år 2007 och 2009.
- Samtliga SM-guld sedan 1989, förutom 2009 och 2014 då de inte deltog
- Två riksmästerskapsguld (1987, 1988)

## Program
| Säsong  | Långprogram                                         | Kortprogram                                                 |
| ------- | --------------------------------------------------- | ----------------------------------------------------------- |
| 2017/18 | Mother Nature/Planet Earth-theme                    | Abba - ”The Winner Takes it All”                            |
| 2016/17 | Torn, Alive                                         | Youth, Drums                                                |
| 2015/16 | Sabre Dance-theme                                   | Adele - ”Hello”                                             |
| 2014/15 | Human Equality                                      | Social Media/Cell phone-theme                               |
| 2013/14 | Superheroes-theme                                   | Beyonce 2.0 - "Grown Woman"                                 |
| 2012/13 | Selections from Beyonce                             | "Storm" - Havasi Balasz                                     |
| 2011/12 | Moulin Rouge!                                       | Super Mario                                                 |
| 2010/11 | Circus-theme                                        | "Apologize" - OneRepublic                                   |
| 2009/10 | "They don't really care about us" - Michael Jackson | Cop and thief-theme                                         |
| 2008/09 |                                                     | Selections from the movie "Mamma Mia"                       |
| 2007/08 | Selections from Bonnie Tyler                        | "I'd do anything for love (but I won't do that)" - Meatloaf |
| 2006/07 | Studio 54                                           | "Total eclipse of the heart" - Westlife                     |
| 2005/06 | Celtic Tiger                                        | Bohemian Rhapsody - Queen                                   |
| 2004/05 | Selections from Michael Jackson                     | "To love you more" - Celine Dion                            |
| 2003/04 | Gladiator                                           | Matrix Reloaded                                             |
| 2002/03 | Andrew Lloyd Webber's "Bombay dreams"               | Lord of the dance                                           |
| 2001/02 | "Guardian of the flame" - Nicholas Gunn             | "The Messiah will come again" - Gary Moore                  |